# Гіллсборо (Іллінойс)
Гіллсборо (англ. Hillsboro) — місто (англ. city) в США, в окрузі Монтгомері штату Іллінойс. Населення — 5902 особи (2020).

## Географія
Гіллсборо розташоване за координатами 39°10′1″ пн. ш. 89°28′25″ зх. д. / 39.16694° пн. ш. 89.47361° зх. д. (39.167020, -89.473581).  За даними Бюро перепису населення США в 2010 році місто мало площу 21,56 км², з яких 16,97 км² — суходіл та 4,59 км² — водойми.

## Демографія
Згідно з переписом 2010 року, у місті мешкало 6207 осіб у 1813 домогосподарствах у складі 1176 родин. Густота населення становила 288 осіб/км².  Було 2029 помешкань (94/км²).
Расовий склад населення:
| - 84,2 % — білих - 13,8 % — чорних або афроамериканців - 0,3 % — азіатів - 0,2 % — корінних американців - 1,1 % — осіб інших рас |

До двох чи більше рас належало 0,5 %. Частка іспаномовних становила 3,4 % від усіх жителів.
За віковим діапазоном населення розподілялося таким чином: 16,3 % — особи молодші 18 років, 69,8 % — особи у віці 18—64 років, 13,9 % — особи у віці 65 років та старші. Медіана віку мешканця становила 37,8 року. На 100 осіб жіночої статі у місті припадало 173,1 чоловіків;  на 100 жінок у віці від 18 років та старших — 192,6 чоловіків також старших 18 років.
Середній дохід на одне домашнє господарство  становив 61 133 долари США (медіана — 48 860), а середній дохід на одну сім'ю — 74 576 доларів (медіана — 68 750). Медіана доходів становила 44 306 доларів для чоловіків та 35 185 доларів для жінок. За межею бідності перебувало 14,4 % осіб, у тому числі 18,6 % дітей у віці до 18 років та 0,0 % осіб у віці 65 років та старших.
Цивільне працевлаштоване населення становило 1381 осіб. Основні галузі зайнятості: освіта, охорона здоров'я та соціальна допомога — 43,0 %, публічна адміністрація — 14,6 %, роздрібна торгівля — 12,6 %.